# Campeonato Europeu de Atletismo em Pista Coberta de 2017 - 60 m feminino
A prova dos 60 metros feminino do Campeonato Europeu de Atletismo em Pista Coberta de 2017 foi disputada entre os dias 4 e 5 de março de 2017 na Arena Kombank em Belgrado,  na Sérvia. 

## Recordes
Antes desta competição, os recordes mundiais e do campeonato nesta prova eram os seguintes:
|                       | Nome            | Nacionalidade | Tempo | Local | Data                                           |
| --------------------- | --------------- | ------------- | ----- | ----- | ---------------------------------------------- |
| Recorde mundial       | Irina Privalova | Rússia        | 6s 92 | Madri | 11 de fevereiro de 1993 9 de fevereiro de 1995 |
| Recorde do campeonato | Nelli Cooman    | Países Baixos | 7s 00 | Madri | 23 de fevereiro de 1986                        |
| Recorde europeu       | Irina Privalova | Rússia        | 6s 92 | Madri | 11 de fevereiro de 1993 9 de fevereiro de 1995 |

## Medalhistas
| Ouro              | Prata             | Bronze            |
| Asha Philip (GBR) | Olesya Povh (UKR) | Ewa Swoboda (POL) |

## Cronograma
Todos os horários são locais (UTC+2).
| Data       | Hora  | Evento    |
| ---------- | ----- | --------- |
| 4 de março | 9:45  | Bateria   |
| 5 de março | 16:00 | Semifinal |
| 5 de março | 18:10 | Final     |

## Resultados

### Bateria
Qualificação: 4 atletas de cada bateria  (Q) mais os  4 melhores qualificados (q). 
| Posição | Bateria | Atleta                        | Nacionalidade | Tempo | Notas                |
| ------- | ------- | ----------------------------- | ------------- | ----- | -------------------- |
| 1       | 4       | Rebekka Haase                 | Alemanha      | 7.14  | Q                    |
| 2       | 1       | Ewa Swoboda                   | Polónia       | 7.21  | Q                    |
| 3       | 1       | Alexandra Burghardt           | Alemanha      | 7.22  | Q                    |
| 4       | 2       | Olesya Povh                   | Ucrânia       | 7.24  | Q                    |
| 4       | 3       | Mujinga Kambundji             | Suíça         | 7.24  | Q                    |
| 6       | 5       | Asha Philip                   | Reino Unido   | 7.25  | Q                    |
| 6       | 4       | Floriane Gnafoua              | França        | 7.25  | Q                    |
| 8       | 5       | Lisa Mayer                    | Alemanha      | 7.26  | Q                    |
| 9       | 3       | Stella Akakpo                 | França        | 7.28  | Q                    |
| 10      | 3       | Klára Seidlová                | Chéquia       | 7.35  | Q                    |
| 10      | 4       | Gloria Hooper                 | Itália        | 7.35  | Q                    |
| 10      | 5       | Ajla Del Ponte                | Suíça         | 7.35  | Q,                   |
| 13      | 4       | Sarah Atcho                   | Suíça         | 7.36  | Q                    |
| 14      | 2       | Anniina Kortetmaa             | Finlândia     | 7.39  | Q                    |
| 14      | 5       | Phil Healy                    | Irlanda       | 7.39  | Q                    |
| 16      | 2       | Inna Eftimova                 | Bulgária      | 7.40  | Q                    |
| 16      | 5       | Helene Rønningen              | Noruega       | 7.40  | q,                   |
| 18      | 2       | Krystsina Tsimanouskaya       | Bielorrússia  | 7.42  | Q                    |
| 18      | 2       | Anna Bongiorni                | Itália        | 7.42  | q                    |
| 20      | 5       | Elin Östlund                  | Suécia        | 7.43  | q                    |
| 21      | 3       | Ciara Neville                 | Irlanda       | 7.46  | Q                    |
| 21      | 4       | Agata Forkasiewicz            | Polónia       | 7.46  | q                    |
| 23      | 1       | Cristina Lara                 | Espanha       | 7.47  | Q                    |
| 24      | 3       | Ramona Papaioannou            | Chipre        | 7.48  | Recorde da temporada |
| 25      | 1       | Lorène Bazolo                 | Portugal      | 7.49  | Q                    |
| 25      | 4       | Alexandra Bezeková            | Eslováquia    | 7.49  | Recorde da temporada |
| 27      | 1       | Gladys Bamane                 | Suécia        | 7.50  |                      |
| 27      | 2       | Charlotte Wingfield           | Malta         | 7.50  |                      |
| 27      | 2       | Sindija Bukša                 | Letônia       | 7.50  |                      |
| 30      | 1       | Barbora Procházková           | Chéquia       | 7.51  |                      |
| 31      | 3       | Viktoriya Kashcheyeva         | Ucrânia       | 7.52  |                      |
| 32      | 3       | Anasztázia Nguyen             | Hungria       | 7.53  |                      |
| 33      | 1       | Diana Vaisman                 | Israel        | 7.54  |                      |
| 34      | 3       | Stephanie Bendrat             | Áustria       | 7.55  |                      |
| 35      | 5       | Milana Tirnanić               | Sérvia        | 7.56  |                      |
| 36      | 5       | Gayane Chiloyan               | Armênia       | 7.58  |                      |
| 37      | 1       | Zyanne Hook                   | Gibraltar     | 8.33  | Recorde nacional     |
| 38      | 5       | Rafailía Spanoudáki-Hatziríga | Grécia        | DSQ   | R162.7               |

### Semifinal
Qualificação: 2 atletas de cada bateria mais os 2 melhores qualificados (q). 
| Posição | Bateria | Atleta                  | Nacionalidade | Tempo | Notas                |
| ------- | ------- | ----------------------- | ------------- | ----- | -------------------- |
| 1       | 1       | Olesya Povh             | Ucrânia       | 7.16  | Q                    |
| 2       | 3       | Mujinga Kambundji       | Suíça         | 7.19  | Q                    |
| 3       | 3       | Rebekka Haase           | Alemanha      | 7.19  | Q                    |
| 4       | 2       | Asha Philip             | Reino Unido   | 7.20  | Q                    |
| 5       | 1       | Floriane Gnafoua        | França        | 7.22  | Q                    |
| 6       | 2       | Lisa Mayer              | Alemanha      | 7.23  | Q                    |
| 6       | 1       | Alexandra Burghardt     | Alemanha      | 7.23  | q                    |
| 8       | 2       | Ewa Swoboda             | Polónia       | 7.26  | q                    |
| 9       | 2       | Sarah Atcho             | Suíça         | 7.32  | Recorde pessoal      |
| 10      | 2       | Gloria Hooper           | Itália        | 7.34  | Recorde da temporada |
| 10      | 3       | Stella Akakpo           | França        | 7.34  |                      |
| 12      | 1       | Krystsina Tsimanouskaya | Bielorrússia  | 7.39  |                      |
| 13      | 1       | Ajla del Ponte          | Suíça         | 7.39  |                      |
| 14      | 2       | Phil Healy              | Irlanda       | 7.40  |                      |
| 14      | 3       | Cristina Lara           | Espanha       | 7.40  |                      |
| 16      | 3       | Anniina Kortetmaa       | Finlândia     | 7.41  |                      |
| 17      | 2       | Elin Ostlund            | Suécia        | 7.42  |                      |
| 17      | 3       | Inna Eftimova           | Bulgária      | 7.42  |                      |
| 19      | 1       | Klára Seidlová          | Chéquia       | 7.43  |                      |
| 19      | 3       | Anna Bongiorni          | Itália        | 7.43  |                      |
| 21      | 3       | Helene Rønningen        | Noruega       | 7.45  |                      |
| 22      | 1       | Agata Forkasiewicz      | Polónia       | 7.46  |                      |
| 23      | 1       | Ciara Neville           | Irlanda       | 7.49  |                      |
| 24      | 2       | Lorène Bazolo           | Portugal      | 7.51  |                      |

### Final
A final aconteceu às 18:10 no dia 5 de março de 2017. 
| Posição           | Raia | Atleta              | Nacionalidade | Tempo | Notas                |
| ----------------- | ---- | ------------------- | ------------- | ----- | -------------------- |
| Medalha de ouro   | 6    | Asha Philip         | Reino Unido   | 7.06  | Recorde nacional     |
| Medalha de prata  | 3    | Olesya Povh         | Ucrânia       | 7.10  | Recorde pessoal      |
| Medalha de bronze | 1    | Ewa Swoboda         | Polónia       | 7.10  | Recorde da temporada |
| 4                 | 4    | Mujinga Kambundji   | Suíça         | 7.16  | Recorde da temporada |
| 5                 | 8    | Lisa Mayer          | Alemanha      | 7.19  |                      |
| 6                 | 2    | Alexandra Burghardt | Alemanha      | 7.19  |                      |
| 7                 | 7    | Floriane Gnafoua    | França        | 7.20  | Recorde pessoal      |
| 8                 | 5    | Rebekka Haase       | Alemanha      | 7.21  |                      |

Legenda
| Recorde mundial       | Recorde mundial (World record)               |                       | Recorde africano                      | Recorde africano (African) |                                           | Q | Classificado por posição (Qualified) |
| Recorde do campeonato | Recorde do campeonato (Championship record)  | Recorde da América    | Recorde da América (Americas)         | q                          | Classificado por melhor tempo (Qualified) |   |                                      |
| Melhor marca do ano   | Melhor marca do ano (World leading)          | Recorde asiático      | Recorde asiático (Asian)              | DNS                        | Não largou (Did not start)                |   |                                      |
| Recorde nacional      | Recorde nacional (National record)           | Recorde europeu       | Recorde europeu (European)            | DNF                        | Não terminou (Did not finish)             |   |                                      |
| Recorde pessoal       | Recorde pessoal do atleta (Personal best)    | Recorde da Oceania    | Recorde da Oceania (Oceania)          | DSQ / DQ                   | Desclassificado (Disqualified)            |   |                                      |
| Recorde da temporada  | Recorde da temporada do atleta (Season best) | Recorde sul-americano | Recorde sul-americano (South America) | NM                         | Sem marca (No mark)                       |   |                                      |